# David Süß

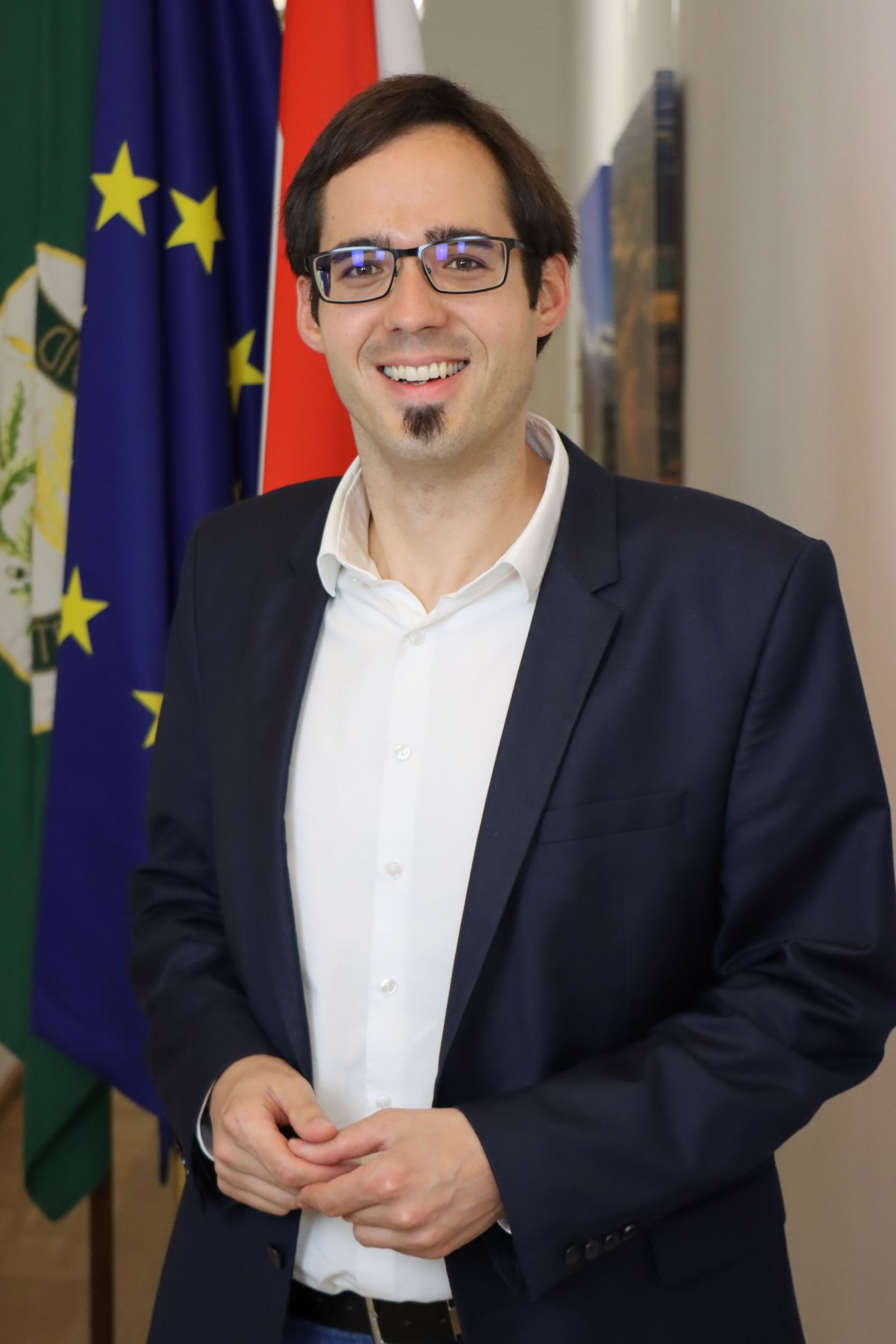
Bauernbund-Direktor David Süß (2022)

David Süß (* 1989) ist ein österreichischer Politiker (ÖVP). Von 2022 bis 2025 war er Direktor des Österreichischen Bauernbunds. Seit März 2025 ist er Bürgermeister der Stadtgemeinde Schrems (Niederösterreich).

## Werdegang
Süß wuchs am elterlichen landwirtschaftlichen Betrieb in Langschwarza im Waldviertel auf. Auf diesem werden schwerpunktmäßig Stärkekartoffeln und Kompost hergestellt.
Nach der Matura an der HBLFA Francisco Josephinum in Wieselburg studierte David Süß Rechtswissenschaften an der Universität Wien mit Spezialisierung auf Agrar- und Umweltrecht. Er schloss das Studium 2012 mit dem Titel Magister ab. Von 2012 bis 2017 war David Süß Referent im Österreichischen Bauernbund und gleichzeitig Generalsekretär der Österreichischen Jungbauernschaft. 
Anschließend war er Referent im ÖVP-Parlamentsklub, zuständig für Land- und Forstwirtschaft, Tierschutz, Lebensmittel, Konsumentenschutz, Menschenrechte und Ehrenamt.
Im Mai 2022 wurde er zum Direktor des Österreichischen Bauernbundes designiert, nachdem der bisherige Direktor, Norbert Totschnig in das Bundesministerium für Landwirtschaft, Regionen und Tourismus wechselte.
Im Februar 2025 legte er dieses Amt aufgrund der Wahl zum Bürgermeister zurück, statt ihm wurde Corinna Scharzenberger zur Nachfolgerin als Direktorin des Österreichischen Bauernbundes bestellt.

## Politischer Werdegang
Seit 2010 ist Süß Stadtrat und seit 2016 ÖVP-Gemeindeparteiobmann in seiner Heimatgemeinde Schrems. Im März 2025 wurde Süß zum Bürgermeister gewählt.